# Худолин, Владимир
Владимир Худолин (хорв. Vladimir Hudolin; 2 мая 1922, Огулин — 26 декабря 1996, Загреб) — хорватский психиатр, эксперт по проблемам, связанным с алкогольной зависимостью, профессор кафедры неврологии, психиатрии и клинической психологии медицинского факультета Загребского университета, директор университетской психоневрологической и наркологической клиники больницы «Сестры милосердия» в Загребе, президент Всемирной социально-психиатрической ассоциации.

## Биография
Худолин родился в городе Огулин, в Хорватии. После окончания средней школы учился на медицинском факультете университета в Загребе, где специализировался в области неврологии и психиатрии. После защиты докторской диссертации, был заведующим кафедрой неврологии, психиатрии и клинической психологии в загребском медицинском университете. Руководил университетской больницей «Младен Стоянович» в Загребе.
Являлся членом экспертной группы по вопросам алкогольной и других зависимостей при Всемирной организации здравоохранения, а также президентом Всемирной и Средиземноморской психиатрической ассоциации социальной психиатрии. Он опубликовал более 60 научных работ и более 500 статей по темам алкоголизма, социальной психиатрии и здорового образа жизни.
Худолин начал работать в 1947 году в больнице Сестер Милосердия в Загребе. С 1954 года он занялся вопросом алкогольной зависимости. В 1959 году возглавил кафедру неврологии и психиатрии Загребского университета, заменив на этой должности профессора Джозефа Брейтенфельда.
В 1953 году Худолин предложил новую для хорватской психиатрии концепцию «открытых дверей», проявление социальной психиатрии.
1 апреля 1964 года Худолин основал первый семейный клуб трезвости в Хорватии. Он послужил моделью для клубов, которые в последующем стали развиваться в Загребе, а затем и во всей Хорватии. В последующем была создана Хорватская ассоциация семейных клубов трезвости, деятельность которой в основном носит профилактический характер и направлена на сохранение психического здоровья.
В 1968 году при его участии были открыты дополнительные центры помощи пациентам, страдающим алкоголизмом, в 30-80 км от Загреба — в городах Вараждин, Сисак, Карловац и Жумберак.
В 1971 году Худолин стал заведующим кафедрой неврологии, психиатрии и клинической психологии на стоматологическом факультете в университете г. Загреб.
В 1972 им была организована программа помощи страдающим алкоголизмом и туберкулезом в больнице Кленовник.
С 1978 года Худолин начал преподавать в Школе социального служения города Триесте (Италия), а также провел в Италии сотни курсов по обучению специалистов и общественности помощи в проблемах, связанных с употреблением алкоголя.
С момента выхода на пенсию в 1987 году и до смерти 26 декабря 1996 года Владимир Худолин работал в основном в Италии. Там под его руководством и согласно его методу были созданы около 2500 семейных клубов трезвости.
В 1983 году Владимир Худолин был удостоен звания почетного гражданина города Сан-Даниэле-дель-Фриули, Италия.
Похоронен 30 декабря 1996 года на кладбище Ремете.

## Методология
Основываясь на опыте традиционного в психиатрии лечения алкоголизма и проблем, связанных с ним, Владимир Худолин, начиная с пятидесятых годов двадцатого века, стал использовать в своей работе принципы семейной психотерапии и методологию терапевтического сообщества, разработанную в Великобритании психиатром Максвеллом Джонсом.
Таким образом, Владимир Худолин постепенно, но последовательно выступал за деинституционализационный процесс в решении проблем, связанных с зависимостью от алкоголя и других психоактивных веществ. Созданные им терапевтические группы для зависимых от алкоголя и членов их семей стали существовать не в психиатрических больницах, а в непосредственных условиях проживания таких людей. Такие группы, называемые семейными клубами трезвости, способствовали разрешению проблем, связанных с употреблением алкоголя, благодаря позитивному влиянию близкой для человека среды.
В дальнейшем, в 1986 году Владимиром Худолиным был предложен подход к лечению алкоголизма, основанный на действии семейного клуба трезвости, где значительное место отводилось взаимной поддержке семей с алкогольными проблемами. В таком подходе зависимому человеку оказывается не столько профессиональная помощь специалистами во время госпитализации, а положительный результат достигается вследствие взаимной поддержки людей, которые имеют общий опыт преодоления трудных жизненных ситуаций. Такой подход концептуально оправдан. Согласно методологии Владимира Худолина алкоголизм может рассматриваться скорее не как физическая болезнь, а как тип отклоняющегося поведения, стиль или образ жизни. И в решение проблемы должен участвовать не только так называемый «алкоголик», но и члены его семьи, его ближайшее значимое окружение.
В таком понимании проблем, связанных с зависимостью от алкоголя, в их причинном значении рассматриваются не только влияние отдельных факторов (генетических компонентов, личностной структуры, неконструктивных моделей воспитания), но прежде всего их непрерывное взаимодействие между друг другом, большое влияние оказывают и другие факторов (семейных и социальных). Так часто бывает, что в установлении этиологии проблем, связанных с потреблением алкоголя, нельзя с точностью установить какую-то единственную причину, и, как следствие, невозможно бывает выбрать эффективный метод лечения, который повлиял бы на этот особый этиологический фактор. Поэтому Владимир Худолин предложил отказаться от традиционной биологической медицинской парадигмы алкоголизма как болезни, чтобы предложить более широкий системный взгляд. Надо полагать, не без влияния члена группы экспертов ВОЗ по психическому здоровью, алкоголизму и другим видам зависимостей Владимира Худолина в 1979 г. термин «алкоголизм» был изъят из Международной классификации болезней и заменен термином «синдром алкогольной зависимости». Новый подход получил название социально-экологического и основывался на биопсихосоциодуховной модели преодоления зависимости от алкоголя и других психоактивных веществ.
В начале 90-х годов доктор Худолин вводит понятие «антропологической духовности», чтобы отразить все компоненты (эмоциональные, религиозные, социальные, политические), характеризующие отличительные черты человека от других живых существ. Владимир Худолин утверждает, что термин «антропологическая духовность» может быть понята как синоним понятия социальной культуры. Он считает, что семейные клубы трезвости могут помочь обогатить духовную сферу в сообществах людей благодаря актуализации понятий мира, взаимопощи, дружбы и любви. Начиная с 1992 года, семьи и ведущие семейных клубов трезвости начали ежегодно встречаться в Ассизи (Италия) на Конгрессе антропологической духовности.

## Основные работы
1. Familie und Alkoholismus. Vladimir Hudolin. Neuland-Verlagsgesellschaft, 1975
2. What is Alcoholism? Popular library on alcoholism and other addictions. Santa Barbara Psychiatric Medical Group and the Psychiatric Foundation of Santa Barbara, 1976
3. Social psychiatry. Plenum Press, 1984
4. Psihijatrija. Stvarsnost, 1984
5. Klubovi liječenih alkoholičara. Školska knjiga, 1990
6. Sofferenza Multidimensionale Della Famiglia". Eurocare, Padova, 1995
7. Club of Treated Alcoholics: A Guide for the Work in the Clubs of Treated Alcoholics (social-ecological Approach) with Works of Vladimir Hudolin. Vladimir Hudolin, European School of Alcohology and Ecological Psychiatry, Scuola Europea di Alcologia e Psichiatria Ecologica, 2001